# Daniel Mañó
Daniel Mañó Villagrasa (Sueca, 27 febbraio 1932 – 5 agosto 2024) è stato un calciatore spagnolo, di ruolo attaccante.

## Carriera
Daniel Mañó debuttò con la nazionale spagnola B il 13 marzo 1955 contro la Grecia, con il punteggio di 7-1. Giocò in totale tre partite.
Giunse con la nazionale spagnola una sola volta, il 18 maggio 1955 contro l'Inghilterra, in una partita giocata a Madrid e terminata con un pareggio per 1-1.

## Palmarès

### Competizioni nazionali
- Coppa di Spagna: 1

Valencia: 1954

### Competizioni internazionali
- Coppa delle Fiere: 2

Valencia: 1961-1962, 1962-1963